# Andrew Jackson Montague
Andrew Jackson Montague, född 3 oktober 1862 i Campbell County, Virginia, död 24 januari 1937 i Urbanna, Virginia, var en amerikansk jurist och politiker (demokrat). Han var Virginias guvernör 1902–1906 och ledamot av USA:s representanthus från 1913 fram till sin död.
Montague studerade vid Richmond College (numera University of Richmond) och University of Virginia. År 1885 inledde han sin karriär som advokat i Danville. Han tjänstgjorde som federal åklagare 1893–1898. Han var Virginias justitieminister (Virginia Attorney General) 1898–1902.
Montague efterträdde 1902 James Hoge Tyler som guvernör och efterträddes 1906 av Claude A. Swanson. Under Montagues mandatperiod som guvernör fick Virginia 1902 års konstitution som innebar att de flesta svarta män och även många vita män av arbetarklass fråntogs rösträtten.
Montague efterträdde 1913 John Lamb som kongressledamot. År 1937 avled han i ämbetet och gravsattes på Christ Church Episcopal Cemetery i Urbanna.